# Oskar Feifar
Oskar Feifar (* 1967 in Wien) ist ein österreichischer Kriminalschriftsteller.

## Leben
Der Autor verbrachte seine Kindheit in Wien, bevor die Familie nach Niederösterreich zog. Nach dem Schulabschluss absolvierte er eine Lehre als Kellner und war bis 1995 auch in diesem Beruf tätig. Danach wechselte er zur Gendarmerie und machte die ersten Jahre im niederösterreichischen Weinviertel Dienst, später beim Landeskriminalamt. Bis zum Jahr 2009 verrichtete er seinen Dienst weiter in Niederösterreich. Seit Mai 2009 lebt er zusammen mit seiner Lebensgefährtin in Salzburg.

## Werke (Auswahl)
- Dorftratsch, Krimi, Gmeiner-Verlag, 2012
- Saukalt, Krimi, Gmeiner-Verlag, 2013
- Wer mordet schon in Salzburg?, Gmeiner-Verlag, 2014
- Fingerspitzengefühl, Krimi, Gmeiner-Verlag, 2014
- Zwergenaufstand, Krimi, Gmeiner-Verlag, 2015